# Ebbenhouten Schoen 2005
De verkiezing van de Ebbenhouten Schoen 2005 werd op 20 mei 2005 gehouden. Vincent Kompany won de Belgische voetbaltrofee voor de tweede keer op rij. De Congolese Belg ontving de trofee uit handen van Bertin Mampaka, toenmalig Schepen van Sport van de stad Brussel.

## Winnaar

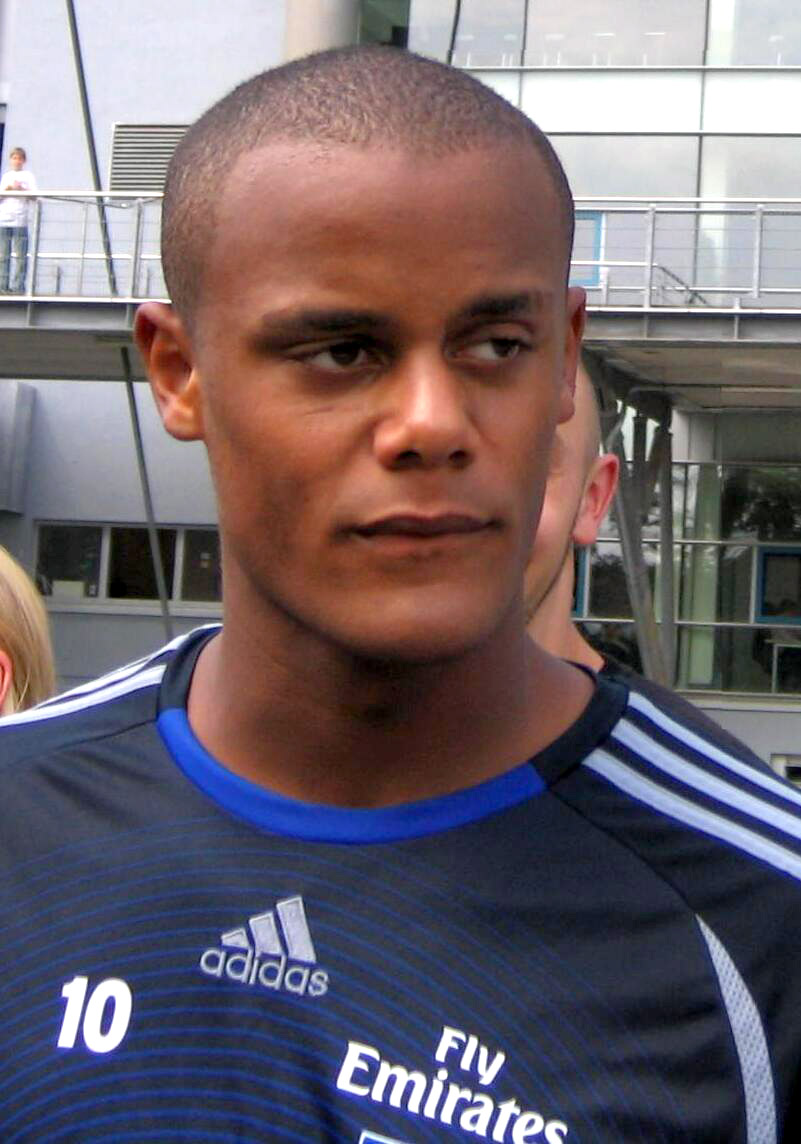
Vincent Kompany won de Ebbenhouten Schoen twee keer op rij.

Vincent Kompany won de trofee al in 2004 en was nu topfavoriet voor een tweede Ebbenhouten Schoen. Kompany haalde het voor Sambegou Bangoura, die ook in 2002 en 2003 tweede werd in de uitslag. De centrale verdediger van RSC Anderlecht werd de eerste speler die de trofee twee keer op rij won. Voor de 19-jarige Kompany was het de zoveelste prijs op korte tijd. Hij veroverde op een jaar tijd de Belgische Gouden Schoen, de trofee voor Profvoetballer van het Jaar, twee keer de trofee voor Jonge Profvoetballer van het Jaar en twee Ebbenhouten Schoenen. Een duidelijk teken dat hij in België zijn limiet bereikt had en dus trok hij een jaar later naar het buitenland.

## Uitslag
| Nr.             | Land                                      | Naam                 | Club(s)             | Punten     |
| Finalisten      | Finalisten                                | Finalisten           | Finalisten          | Finalisten |
| --------------- | ----------------------------------------- | -------------------- | ------------------- | ---------- |
| 1.              | Vlag van Congo-Kinshasa · Vlag van België | Vincent Kompany      | RSC Anderlecht      | 307        |
| 2.              | Vlag van Guinee                           | Sambegou Bangoura    | Standard Luik       | 214        |
| 3.              | Vlag van Ivoorkust                        | Aruna Dindane        | RSC Anderlecht      | 152        |
| 4.              | Vlag van Ivoorkust                        | Romaric              | SK Beveren          | 139        |
| "               | Vlag van Nigeria                          | Manasseh Ishiaku     | Club Brugge         | 99         |
| Vervolg uitslag |                                           |                      |                     |            |
| 6.              | Vlag van Ivoorkust                        | Marco Né             | SK Beveren          |            |
| 7.              | Vlag van Kameroen · Vlag van Frankrijk    | Mathieu Assou-Ekotto | Standard Luik       |            |
| 8.              | Vlag van Nigeria                          | Mohammed Aliyu Datti | RAEC Mons           |            |
| 9.              | Vlag van Sierra Leone                     | Ibrahim Kargbo       | Sporting Charleroi  |            |
| 10.             | Vlag van Kameroen                         | Patrice Noukeu       | Excelsior Moeskroen |            |
| 11.             | Vlag van Ivoorkust                        | Adolph Tohoua        | Lierse SK           |            |
| 12.             | Vlag van Kameroen                         | Eric Matoukou        | Racing Genk         |            |
| 13.             | Vlag van Nigeria                          | Ibrahim Tankary      | Zulte-Waregem       |            |
| 14.             | Vlag van Congo-Kinshasa · Vlag van België | Olivier Guilmot      | La Louvière         |            |
| 15.             | Vlag van Ivoorkust                        | Zézéto               | FC Brussels         |            |

1992 · 1993 · 1994 · 1995 · 1996 · 1997 · 1998 · 1999 · 2000 · 2001 · 2002 · 2003 · 2004 · 2005 · 2006 · 2007 · 2008 · 2009 · 2010 · 2011 · 2012 · 2013 · 2014 · 2015 · 2016 · 2017 · 2018 · 2019 · 2020 · 2021 · 2022 · 2023 · 2024